# Kuloj (Velszki járás)
Kuloj  (oroszul: Кулой) városi jellegű település Oroszország Arhangelszki területén, a Velszki járásban. 
Lakossága: 5946 fő (a 2010. évi népszámláláskor).

## Elhelyezkedése
Az Arhangelszki terület déli részén, Velszktől kb. 25 km-re keletre helyezkedik el. Vasútállomás az Arhangelszki terület déli részét nyugat–keleti irányban átszelő Konosa–Kotlasz vasúti fővonalon. Néhány kilométerre mellette halad a Velszk–Oktyabrszkij országút. Nevét nyilvánvalóan a közeli Kuloj folyóról kapta. (Az Arhangelszki terület északi részén is van azonos nevű folyó és falu.)

## Története
A Konosa–Kotlasz–Vorkuta vasútvonal tervét már 1937-ben elfogadták, hogy megkezdhessék a pecsorai szénmedence ipari kiaknázását. A vasút építését a háború kitörése felgyorsította, és nagyrészt az egész vonal mentén kialakított Gulag-lágerek kényszermunkásai végezték. Már közlekedtek a vonatok, amikor 1942-ben a mai Kuloj helyén, erdős, mocsaras területen elkezdték az állomás építését. Visszaemlékezők szerint ezen a helyen három láger, köztük egy női tábor működött. 
A település alapítását ma hivatalosan 1945. március 29-éhez kötik, amikor Kulojt munkástelepüléssé (rabocsij poszjolok) nyilvánították. Akkor csak barakkok és faházak álltak, fából készült a kis állomásépület is. Később járműtelepet létesítettek, és kiépültek a vasút működését, karbantartását szolgáló rendszer létesítményei is. A gazdasági élet alapja és a lakosság fő megélhetési forrása továbbra is a vasút maradt. 